# Daglösen (Särna socken, Dalarna)
Daglösen är en sjö i Älvdalens kommun i Dalarna och ingår i Dalälvens huvudavrinningsområde.